# ウィリアム・エドワード・パリー

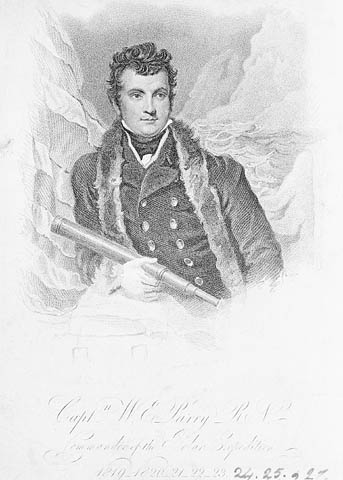
ウィリアム・エドワード・パリー

ウィリアム・エドワード・パリー（Sir William Edward Parry, 1790年12月19日 - 1855年7月8日か9日）は、イギリス海軍少将で、北極の探検家。

## 概要
バースで医者の子として生まれた。13歳の時、コーンウォリス提督の旗艦に乗船。1810年から3年間、スヴァールバル諸島で捕鯨業の保護に従事。1818年、ジョン・ロス艦長が行った北極探検に副官として参画。北西航路の西端であるランカスター海峡に到達したが、ロス艦長が行き止まりと誤認して引き返してしまい目ぼしい成果は得られなかった。1820年、自ら探検隊を率いてランカスター海峡を東進して北極海へ達し、グリーンランドからベーリング海峡に至る北西航路を開拓した者として名を残すこととなった。
1829年、功績を称えサー（Sir）の位を与えられた。